# Allosidastrum pyramidatum
Allosidastrum pyramidatum là một loài thực vật có hoa trong họ Cẩm quỳ. Loài này được (Cav.) Krapov., Fryxell & Bates mô tả khoa học đầu tiên năm 1988.